# Tercera Federación - Grupo I 2023-24

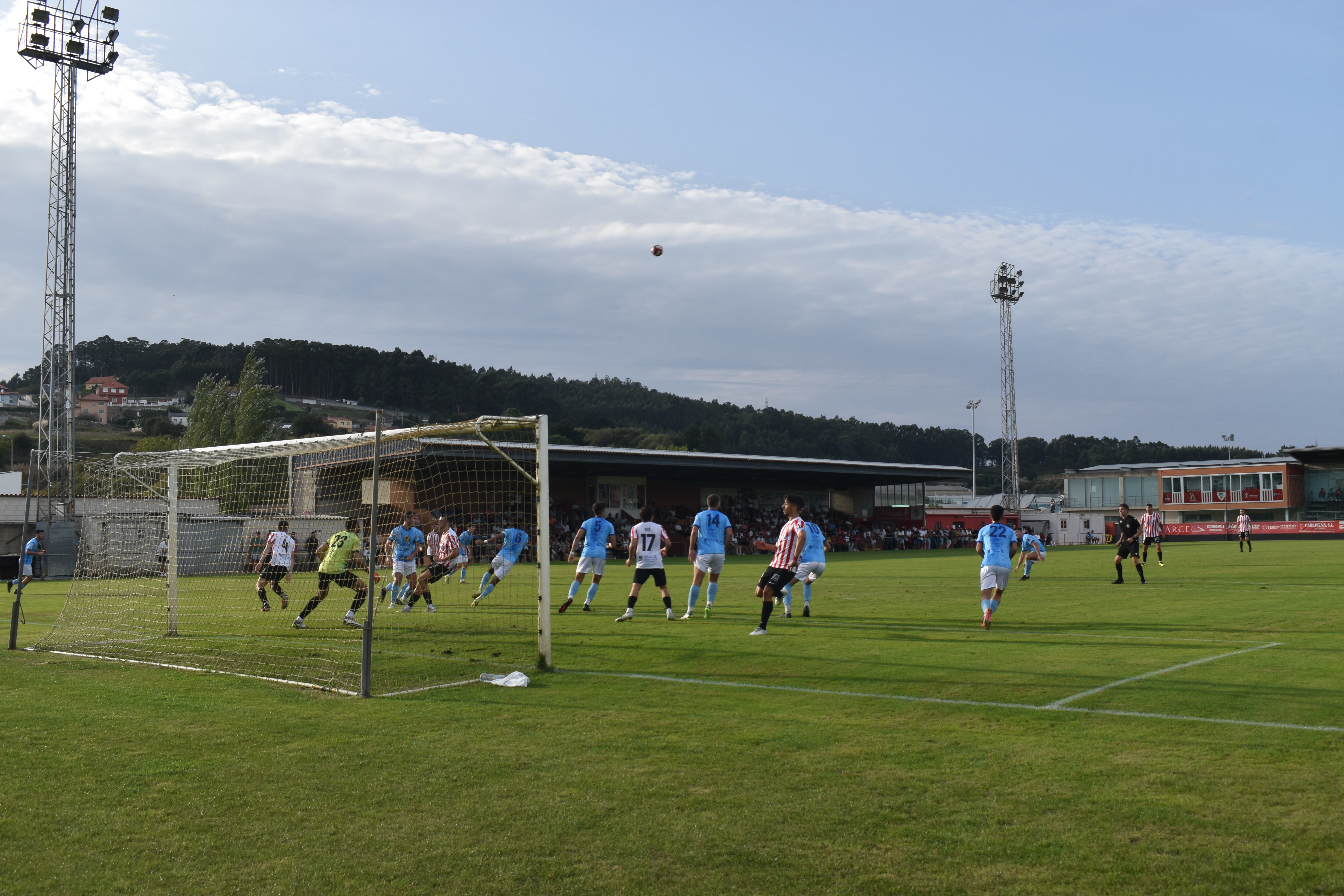
Atlético Arteixo - Viveiro CF.

La temporada 2023-24 del Grupo I de la Tercera Federación de fútbol comenzó el 9 de septiembre de 2023 y finalizó el 12 de mayo de 2024. Posteriormente se disputó la promoción de ascenso entre el 19 de mayo y el 9 de junio en su fase territorial, y para finalizar en su fase nacional entre el 16 y 23 de junio. Se trata de la tercera edición tras la restructuración de las categorías no profesionales por parte de la RFEF a causa de la pandemia global causada por el Coronavirus; es la quinta categoría a nivel nacional.

## Sistema de competición
Participan dieciocho clubes encuadrados en un único grupo. Se enfrentaron todos contra todos en dos ocasiones, una en campo propio y otra en campo contrario, durante un total de 34 jornadas. El orden de los encuentros se decidió por sorteo antes de empezar la competición. La Federación de Fútbol de Galicia es la responsable de designar las fechas de los partidos y los árbitros de cada encuentro y se reserva al equipo local la potestad de fijar el horario exacto de cada encuentro.
Una vez finalizada la competición, el primer clasificado asciende directamente a Segunda Federación y se proclama campeón de Tercera Federación. Los clasificados entre el segundo y el quinto lugar disputaron un play off territorial en formato de eliminatorias a doble partido. En caso de empate, el vencedor de la eliminatoria es el equipo mejor clasificado. El equipo vencedor de este play off se clasificó para la Promoción de ascenso a Segunda Federación, que tiene carácter de final interterritorial.
Los tres últimos clasificados descienden directamente a Preferente Autonómica. Puede haber más descensos por arrastre provocados por descensos de superior categoría.

## Ascensos y descensos
| Pos. | Ascendidos a 2ª Federación |
| ---- | -------------------------- |
| 1º   | R. C. Deportivo Fabril     |
| 4º   | R. C. Villalbés            |

| Pos. | Descendidos de 2.ª División RFEF |
| ---- | -------------------------------- |
| 17º  | Polvorín F. C.                   |
| 18º  | Bergantiños F. C.                |

| Acendidos de Preferente Autonómica | Acendidos de Preferente Autonómica | Acendidos de Preferente Autonómica | Acendidos de Preferente Autonómica |
| Pos.                               | Grupo Norte                        | Pos.                               | Grupo Sur                          |
| ---------------------------------- | ---------------------------------- | ---------------------------------- | ---------------------------------- |
| 1º                                 | S. D. Sarriana                     | 1.º                                | U. D. Barbadás                     |
| 2º                                 | Betanzos C. F.                     | 2.º                                | Pontevedra C. F. "B"               |

| Pos. | Descendidos a Preferente Autonómica |
| ---- | ----------------------------------- |
| 15º  | C. D. Barco                         |
| 16º  | C. D. Choco                         |

## Equipos

### Listado de equipos
| Equipo                  | Localidad            | Estadio                 | Aforo |
| ----------------------- | -------------------- | ----------------------- | ----- |
| Alondras C. F.          | Cangas de Morrazo    | O Morrazo               | 3500  |
| Arosa S. C.             | Villagarcía de Arosa | A Lomba                 | 5000  |
| C. S. D. Arzúa          | Arzúa                | O Viso                  | 1000  |
| Club Atlético Arteixo   | Arteijo              | Ponte dos Brozos        | 2000  |
| U. D. Barbadás          | Barbadás             | Os Carrís               | 1000  |
| Bergantiños F. C.       | Carballo             | As Eiroas               | 600   |
| Betanzos C. F.          | Betanzos             | Estadio García Hermanos | 5000  |
| C. D. Estradense        | La Estrada           | Novo Municipal          | 1000  |
| R. C. Celta C-Gran Peña | Vigo                 | Barreiro                | 1171  |
| U. D. Ourense           | Orense               | O Couto                 | 5600  |
| U. D. Paiosaco          | Laracha              | A Porta Santa           | 500   |
| Polvorín F. C.          | Lugo                 | A Cheda                 | 500   |
| Pontevedra C. F. "B"    | Pontevedra           | A Xunqueira             | 1000  |
| Club Rápido de Bouzas   | Vigo                 | Baltasar Pujales        | 2500  |
| S. D. Sarriana          | Sarria               | Ribela                  | 600   |
| Silva S. D.             | La Coruña            | A Grela                 | 1000  |
| U. D. Somozas           | Somozas              | Manuel Candocia         | 1000  |
| Viveiro C. F.           | Vivero               | Cantarrana              | 1000  |

| Alondras Arosa Arzúa Atlético Arteixo Barbadás Bergantiños Betanzos Estradense Celta C-Gran Peña UD Ourense Paiosaco Polvorín Pontevedra "B" Rápido de Bouzas Sarriana Silva Somozas Viveiro |

### Equipos por provincia
| N.º | Provincia  | Equipos                                                                           |
| --- | ---------- | --------------------------------------------------------------------------------- |
| 7   | La Coruña  | Arzúa, Atlético Arteixo, Bergantiños, Betanzos, Paiosaco, Silva y Somozas         |
| 6   | Pontevedra | Alondras, Arosa, Estradense, Celta C-Gran Peña, Pontevedra "B" y Rápido de Bouzas |
| 3   | Lugo       | Polvorín, Sarriana y Viveiro                                                      |
| 2   | Orense     | Barbadás y U.D. Ourense                                                           |

## Clasificación
| Pos. | Equipo                    | Pts. | PJ | G  | E  | P  | GF | GC | Dif. |                                                    |
| ---- | ------------------------- | ---- | -- | -- | -- | -- | -- | -- | ---- | -------------------------------------------------- |
| 1    | Bergantiños F. C. (A, C)  | 73   | 34 | 21 | 10 | 3  | 49 | 19 | +30  | Ascenso a Segunda Federación y Copa del Rey        |
| 2    | R. C. Celta C-Gran Peña   | 61   | 34 | 15 | 16 | 3  | 48 | 30 | +18  | Acceso a Promoción de Ascenso a Segunda Federación |
| 3    | Arosa S. C.               | 58   | 34 | 15 | 13 | 6  | 39 | 23 | +16  | Acceso a Promoción de Ascenso a Segunda Federación |
| 4    | U. D. Ourense             | 55   | 34 | 15 | 10 | 9  | 47 | 34 | +13  | Acceso a Promoción de Ascenso a Segunda Federación |
| 5    | S. D. Sarriana            | 50   | 34 | 14 | 8  | 12 | 43 | 35 | +8   | Acceso a Promoción de Ascenso a Segunda Federación |
| 6    | Club Atlético Arteixo     | 47   | 34 | 11 | 14 | 9  | 46 | 39 | +7   |                                                    |
| 7    | U. D. Somozas             | 45   | 34 | 12 | 9  | 13 | 43 | 39 | +4   |                                                    |
| 8    | C. D. Estradense          | 45   | 34 | 11 | 12 | 11 | 31 | 32 | −1   |                                                    |
| 9    | U. D. Barbadás            | 44   | 34 | 10 | 14 | 10 | 33 | 34 | −1   |                                                    |
| 10   | Viveiro C. F.             | 44   | 34 | 12 | 8  | 14 | 39 | 42 | −3   |                                                    |
| 11   | Alondras C. F.            | 44   | 34 | 10 | 14 | 10 | 37 | 36 | +1   |                                                    |
| 12   | Silva S. D.               | 43   | 34 | 11 | 10 | 13 | 35 | 35 | 0    |                                                    |
| 13   | Polvorín F. C.            | 43   | 34 | 11 | 10 | 13 | 32 | 34 | −2   |                                                    |
| 14   | Betanzos C. F.            | 43   | 34 | 10 | 13 | 11 | 35 | 31 | +4   |                                                    |
| 15   | Club Rápido de Bouzas (D) | 42   | 34 | 11 | 9  | 14 | 38 | 40 | −2   | Descenso a Preferente Galicia por arrastre         |
| 16   | U. D. Paiosaco (D)        | 41   | 34 | 10 | 11 | 13 | 30 | 42 | −12  | Descenso a Preferente Galicia                      |
| 17   | Pontevedra C. F. "B" (D)  | 26   | 34 | 7  | 5  | 22 | 27 | 65 | −38  | Descenso a Preferente Galicia                      |
| 18   | C. S. D. Arzúa (D)        | 18   | 34 | 4  | 6  | 24 | 24 | 66 | −42  | Descenso a Preferente Galicia                      |

Actualizado a los partidos jugados el 24 de mayo de 2024.
 Fuente: Resultados Fútbol

## Resultados
| Local \ Visitante       | ALO | ARO | ARZ | ATL | BAR | BER | BET | EST | GRA | OUR | PAI | POL | PON | RBO | SAR | SIL | SOM | VIV |
| ----------------------- | --- | --- | --- | --- | --- | --- | --- | --- | --- | --- | --- | --- | --- | --- | --- | --- | --- | --- |
| Alondras C. F.          | —   | 1–1 | 0–0 | 0–1 | 2–1 | 1–2 | 3–2 | 1–1 | 1–0 | 0–0 | 0–0 | 2–0 | 1–1 | 2–1 | 1–2 | 1–1 | 2–1 | 0–0 |
| Arosa S. C.             | 1–1 | —   | 1–0 | 2–1 | 0–1 | 1–3 | 2–0 | 0–0 | 0–0 | 1–0 | 1–0 | 0–0 | 3–0 | 1–1 | 0–1 | 1–0 | 2–0 | 3–0 |
| C. S. D. Arzúa          | 3–4 | 0–0 | —   | 0–1 | 2–0 | 1–2 | 0–2 | 1–3 | 0–0 | 0–3 | 1–2 | 1–2 | 2–3 | 1–2 | 1–1 | 1–0 | 1–2 | 2–1 |
| Club Atlético Arteixo   | 0–0 | 1–1 | 5–1 | —   | 0–3 | 0–2 | 1–1 | 0–0 | 0–0 | 0–0 | 5–2 | 0–2 | 1–1 | 3–0 | 0–2 | 1–1 | 4–3 | 1–1 |
| U. D. Barbadás          | 2–1 | 0–2 | 2–0 | 2–2 | —   | 1–2 | 1–1 | 2–0 | 0–2 | 1–0 | 0–0 | 1–1 | 2–0 | 1–2 | 1–1 | 0–0 | 0–1 | 2–1 |
| Bergantiños F. C.       | 1–1 | 0–0 | 3–0 | 0–0 | 2–0 | —   | 1–1 | 1–0 | 0–0 | 3–1 | 3–0 | 0–0 | 2–0 | 0–0 | 1–1 | 2–0 | 0–1 | 3–1 |
| Betanzos C. F.          | 0–0 | 1–2 | 2–0 | 3–1 | 2–0 | 1–2 | —   | 2–0 | 0–0 | 1–2 | 0–1 | 0–0 | 3–2 | 1–0 | 1–1 | 1–1 | 2–1 | 0–0 |
| C. D. Estradense        | 2–0 | 1–1 | 2–0 | 0–2 | 1–1 | 1–1 | 0–0 | —   | 1–2 | 0–0 | 0–0 | 2–0 | 2–1 | 1–0 | 0–3 | 0–2 | 2–0 | 2–2 |
| R. C. Celta C-Gran Peña | 1–5 | 3–0 | 4–1 | 3–3 | 1–1 | 3–2 | 0–0 | 0–2 | —   | 1–1 | 1–1 | 1–0 | 4–2 | 1–1 | 2–2 | 3–2 | 1–1 | 2–0 |
| U. D. Ourense           | 2–1 | 4–1 | 5–1 | 2–1 | 1–1 | 0–1 | 0–0 | 1–1 | 0–2 | —   | 3–0 | 2–2 | 4–0 | 1–0 | 2–1 | 2–5 | 0–0 | 0–0 |
| U. D. Paiosaco          | 1–1 | 0–3 | 2–2 | 1–1 | 0–0 | 0–1 | 3–1 | 2–1 | 0–1 | 0–1 | —   | 1–0 | 1–0 | 1–1 | 0–1 | 0–3 | 0–1 | 1–1 |
| Polvorín F. C.          | 1–2 | 1–3 | 2–0 | 1–2 | 0–1 | 0–0 | 2–1 | 0–0 | 1–1 | 4–2 | 3–0 | —   | 1–0 | 0–1 | 1–0 | 1–1 | 0–0 | 2–3 |
| Pontevedra C. F. "B"    | 2–0 | 0–0 | 1–0 | 0–2 | 1–2 | 2–1 | 0–3 | 2–0 | 0–2 | 2–1 | 1–3 | 0–2 | —   | 0–3 | 0–1 | 2–3 | 2–0 | 0–1 |
| Club Rápido de Bouzas   | 2–1 | 2–1 | 1–2 | 2–2 | 0–0 | 0–1 | 1–0 | 0–3 | 1–2 | 2–1 | 0–2 | 1–2 | 1–1 | —   | 5–1 | 2–0 | 0–0 | 1–2 |
| S. D. Sarriana          | 1–1 | 0–3 | 3–0 | 1–0 | 1–1 | 0–1 | 1–0 | 1–2 | 1–1 | 1–2 | 1–3 | 0–1 | 5–0 | 2–0 | —   | 0–1 | 3–2 | 0–1 |
| Silva S. D.             | 0–1 | 0–0 | 0–0 | 0–3 | 3–1 | 0–2 | 1–0 | 0–1 | 0–2 | 0–1 | 0–1 | 2–0 | 0–0 | 1–1 | 1–0 | —   | 2–1 | 0–1 |
| U. D. Somozas           | 2–0 | 0–1 | 3–0 | 1–0 | 0–0 | 1–2 | 2–2 | 3–0 | 0–0 | 0–1 | 2–2 | 2–0 | 4–0 | 2–1 | 0–3 | 3–3 | —   | 2–3 |
| Viveiro C. F.           | 1–0 | 1–1 | 2–0 | 1–2 | 2–2 | 1–2 | 0–1 | 1–0 | 1–2 | 1–2 | 2–0 | 2–0 | 5–1 | 1–3 | 0–1 | 0–2 | 0–2 | —   |

## Play Off de Ascenso a Segunda Federación
|  | Semifinales                                          | Semifinales                                          | Semifinales                                          | Semifinales                                          | Semifinales                                          |   |    | Final                                                | Final                                                | Final                                                | Final                                                | Final                                                |  |
|  | 19 de mayo de 2024 (ida) 26 de mayo de 2024 (vuelta) | 19 de mayo de 2024 (ida) 26 de mayo de 2024 (vuelta) | 19 de mayo de 2024 (ida) 26 de mayo de 2024 (vuelta) | 19 de mayo de 2024 (ida) 26 de mayo de 2024 (vuelta) | 19 de mayo de 2024 (ida) 26 de mayo de 2024 (vuelta) |   |    | 2 de junio de 2024 (ida) 9 de junio de 2024 (vuelta) | 2 de junio de 2024 (ida) 9 de junio de 2024 (vuelta) | 2 de junio de 2024 (ida) 9 de junio de 2024 (vuelta) | 2 de junio de 2024 (ida) 9 de junio de 2024 (vuelta) | 2 de junio de 2024 (ida) 9 de junio de 2024 (vuelta) |  |
|  |                                                      |                                                      |                                                      |                                                      |                                                      |   |    |                                                      |                                                      |                                                      |                                                      |                                                      |  |
|  |                                                      |                                                      |                                                      |                                                      |                                                      |   |    |                                                      |                                                      |                                                      |                                                      |                                                      |  |
|  | 4º                                                   | U. D. Ourense                                        | 2                                                    | 2                                                    | 4                                                    |   |    |                                                      |                                                      |                                                      |                                                      |                                                      |  |
|  | 4º                                                   | U. D. Ourense                                        | 2                                                    | 2                                                    | 4                                                    |   |    |                                                      |                                                      |                                                      |                                                      |                                                      |  |
|  | 3º                                                   | Arosa S. C.                                          | 2                                                    | 1                                                    | 3                                                    |   |    |                                                      |                                                      |                                                      |                                                      |                                                      |  |
|  | 3º                                                   | Arosa S. C.                                          | 2                                                    | 1                                                    | 3                                                    |   | 4º | U. D. Ourense                                        | 3                                                    | 1                                                    | 4                                                    |                                                      |  |
|  |                                                      |                                                      |                                                      |                                                      |                                                      |   | 4º | U. D. Ourense                                        | 3                                                    | 1                                                    | 4                                                    |                                                      |  |
|  |                                                      |                                                      | 2º                                                   | R. C. Celta C-Gran Peña                              | 3                                                    | 2 | 5  |                                                      |                                                      |                                                      |                                                      |                                                      |  |
|  | 5º                                                   | S. D. Sarriana                                       | 2º                                                   | R. C. Celta C-Gran Peña                              | 3                                                    | 2 | 5  | 0                                                    | 1                                                    | 1                                                    |                                                      |                                                      |  |
|  | 5º                                                   | S. D. Sarriana                                       |                                                      |                                                      |                                                      |   |    | 0                                                    | 1                                                    | 1                                                    |                                                      |                                                      |  |
|  | 2º                                                   | R. C. Celta C-Gran Peña                              | 0                                                    | 4                                                    | 4                                                    |   |    |                                                      |                                                      |                                                      |                                                      |                                                      |  |
|  | 2º                                                   | R. C. Celta C-Gran Peña                              | 0                                                    | 4                                                    | 4                                                    |   |    |                                                      |                                                      |                                                      |                                                      |                                                      |  |
|  |                                                      |                                                      |                                                      |                                                      |                                                      |   |    |                                                      |                                                      |                                                      |                                                      |                                                      |  |

## Clasificado a la Copa del Rey
| Bandera de Galicia |
| Bergantiños F. C.  |
| 1º Puesto          |

Nota: Hay posibilidad de que el subcampeón se clasifique a la Copa del Rey si no es un equipo filial.